# Хронотропний ефект
Хронотро́пний, інотропний, батмотропний та дромотропний ефе́кти — зміни частоти серцевих скорочень, їх сили, збудливості серцевого м'яза і провідності збудження під впливом екстракардіальної іннервації серця.
Внаслідок взаємодії катехоламінів і бета-адренорецепторів виникають позитивні еффекти: хронотропний (збільшення частоти генерації електричних імпульсів), батмотропний (підвищення збудливості), дромотропний (покращення провідності збудження).

## Див. таакож
- Іннервація серця